# Université Bordeaux I
Université Bordeaux I (Bordeaux I) regnes for at være blandt verdens førende tekniske universiteter. Universitets hovedafdeling ligger i Talence, en forstad til Bordeaux.
Bordeaux I vægter især uddannelse indenfor naturvidenskab (ingeniøruddannelser) samt forskning på internationalt topplan. 